# Xestia dyris
Xestia dyris är en fjärilsart som beskrevs av Hans Zerny 1934. Xestia dyris ingår i släktet Xestia och familjen nattflyn. Inga underarter finns listade i Catalogue of Life.